# Сул
Сул (на албански: Sul) е село в Албания, част от община Девол, област Корча.

## География
Селото е разположено на 15 километра източно от град Корча, по горното течение на река Девол в котловина между Грамос и Морава.

## История
На Етнографската карта на Битолския вилает на Картографския институт в София от 1901 година Сул е чисто албанско мюсюлманско село в Корчанската каза на Корчанския санджак със 120 къщи. Хакиспаховата къща и Зарифбацковата къща от началото на XIX век е паметник на културата.
Георги Христов обозначава на картата си селото като Сол.
До 2015 година селото е част от община Божи град (Мирас).